# Jacob Sandberg
Jacob Julius Sandberg, född 9 januari 1887 i Örebro, död 4 april 1973 i Hjo, var en svensk journalist, målare och tecknare.
Han var son till redaktören Petrus Sandberg och Ida Jonson och från 1949 gift med Alma Lola Hebenstreit. Sandberg studerade först konst privat för Nabot Törnros innan han studerade vid Valands målarskola i Göteborg 1913 och vid Wilhelmsons målarskola i Stockholm 1922. I mellantiden företog han ett antal studieresor i Skandinavien. Tillsammans med Gösta Robsahm ställde han ut i Hjo 1945 och tillsammans med Nils Rubendal i Laxå 1957. Separat ställde han bland annat ut på Gummesons konsthall i Stockholm 1927 och Örebro 1944. Han medverkade i Hantverks- och industriutställningen i Linköping 1920, Allmän vårutställning på Liljevalchs konsthall, Svensk konst på Valand-Chalmers samt i utställningar arrangerade av Sveriges allmänna konstförening. Hans konst består av stilleben, porträtt, landskapsbilder från Vättern, Hjotrakten och Stockholm utförda i olja, träsnitt eller kol. Som journalist medverkade han sporadiskt i Nerikes Allehanda och Hjo Tidning. Han medverkade med text och illustrationer i Nils Helanders bok Hjo-Guldkroksbygden som utgavs 1953. Sandberg finns representerad vid Hjo folkskola och Östansjö skola.